# 30271 Brandoncui
30271 Brandoncui è un asteroide della fascia principale. Scoperto nel 2000, presenta un'orbita caratterizzata da un semiasse maggiore pari a 2,2888017 UA e da un'eccentricità di 0,0211973, inclinata di 4,75265° rispetto all'eclittica.